# Campionati mondiali juniores di skeleton 2020
I Campionati mondiali juniores di skeleton 2020 sono stati la diciottesima edizione della rassegna iridata juniores dello skeleton, manifestazione organizzata annualmente dalla Federazione Internazionale di Bob e Skeleton. Si sono disputati l'8 e il 9 febbraio 2020 a Winterberg, in Germania, sulla pista Veltins EisArena, il tracciato sul quale si svolsero le rassegne iridate juniores del 2004, del 2005, del 2014 e del 2016. La località della Renania Settentrionale-Vestfalia ha quindi ospitato le competizioni mondiali di categoria per la quinta volta nel singolo femminile e maschile.

## Risultati

### Singolo donne
La gara è stata disputata il 9 febbraio 2020 nell'arco di due manches e hanno preso parte alla competizione 22 atlete in rappresentanza di 11 differenti nazioni.
Campionessa uscente era la ceca Anna Fernstaedtová, vincitrice delle ultime due rassegne iridate juniores (di cui la prima vinta gareggiando per la Germania), la quale confermò il titolo anche in questa edizione, sopravanzando le due atlete tedesche Susanne Kreher, vincitrice della medaglia d'argento e già bronzo nel 2018, e Hannah Neise, alla sua prima medaglia iridata di categoria, cui andò il bronzo.
| Pos. | Atlete              | Nazione   | 1ª manche | 2ª manche | Totale  | Distacco |
| ---- | ------------------- | --------- | --------- | --------- | ------- | -------- |
|      | Anna Fernstaedtová  | Rep. Ceca | 1'00"04   | 59"37     | 1'59"41 | –        |
|      | Susanne Kreher      | Germania  | 59"98     | 59"87     | 1'59"85 | +0"44    |
|      | Hannah Neise        | Germania  | 1'00"02   | 59"87     | 1'59"89 | +0"48    |
| 4    | Alina Tararyčenkova | Russia    | 1'00"13   | 59"84     | 1'59"97 | +0"56    |
| 5    | Li Yuxi             | Cina      | 1'00"33   | 59"91     | 2'00"24 | +0"83    |
| 6    | Endija Tērauda      | Lettonia  | 1'00"05   | 1'00"27   | 2'00"32 | +0"91    |
| 7    | Luisa Hornung       | Germania  | 1'00"52   | 59"84     | 2'00"36 | +0"95    |
| 8    | Alessia Crippa      | Italia    | 1'00"39   | 59"98     | 2'00"37 | +0"96    |
| 9    | Agathe Bessard      | Francia   | 1'00"39   | 1'00"04   | 2'00"43 | +1"02    |
| 10   | Anastasiia Cyganova | Russia    | 1'00"50   | 1'00"09   | 2'00"59 | +1"18    |

Nota: in grassetto il miglior tempo di manche.

### Singolo uomini
La gara è stata disputata l'8 febbraio 2020 nell'arco di due manches e hanno preso parte alla competizione 32 atleti in rappresentanza di 16 differenti nazioni, di cui uno non si è presentato alla partenza.
Campione uscente era il tedesco Felix Keisinger, il quale confermò il titolo anche in questa edizione, sopravanzando i connazionali Felix Seibel, vincitore dell'argento e alla sua prima medaglia mondiale di categoria, e Fabian Küchler, già argento nel 2018, cui andò il bronzo.
| Pos. | Atleti               | Nazione     | 1ª manche | 2ª manche | Totale  | Distacco |
| ---- | -------------------- | ----------- | --------- | --------- | ------- | -------- |
|      | Felix Keisinger      | Germania    | 56"36     | 56"04     | 1'52"40 | –        |
|      | Felix Seibel         | Germania    | 56"35     | 56"43     | 1'52"78 | +0"38    |
|      | Fabian Küchler       | Germania    | 56"60     | 56"42     | 1'53"02 | +0"62    |
| 4    | Vladyslav Heraskevyč | Ucraina     | 56"78     | 56"47     | 1'53"25 | +0"85    |
| 5    | Matt Weston          | Regno Unito | 56"61     | 56"70     | 1'53"31 | +0"91    |
| 6    | Evgenij Rukosuev     | Russia      | 56"65     | 56"68     | 1'53"33 | +0"93    |
| 7    | Amedeo Bagnis        | Italia      | 56"68     | 56"79     | 1'53"47 | +1"07    |
| 8    | Krists Netlaus       | Lettonia    | 56"78     | 56"71     | 1'53"49 | +1"09    |
| 9    | Samuel Maier         | Austria     | 56"74     | 56"99     | 1'53"73 | +1"33    |
| 10   | Vladislav Semenov    | Russia      | 57"08     | 56"83     | 1'53"91 | +1"51    |

Nota: in grassetto il miglior tempo di manche.

## Medagliere
| Pos.   | Nazione   | Oro | Argento | Bronzo | Totale |
| ------ | --------- | --- | ------- | ------ | ------ |
| 1      | Germania  | 1   | 2       | 2      | 5      |
| 2      | Rep. Ceca | 1   | 0       | 0      | 1      |
| Totale | Totale    | 2   | 2       | 2      | 6      |